# Fred Dryer

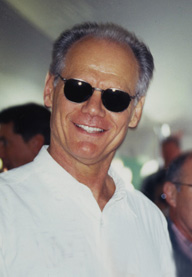
Fred Dryer

John Frederick Dryer (6 de Julho de 1946, Hawthorne, Califórnia,), é ator e ex-jogador de futebol americano (na posição de defensive end, nos times New York Giants e Los Angeles Rams), tornou-se conhecido mundialmente após estrelar a série de TV Tiro Certo (Hunter), juntamente com a atriz Stepfanie Kramer. Além de Tiro Certo, protagonizou também a série Land's End e o filme Pelotão da Vingança (Day of Reckoning).
Foi casado com a coelhinha da Revista Playboy Tracy Vaccaro e com ela teve, em 1984, uma filha: Caitlin. Fred mora em Los Angeles.